# 崔庸健
崔庸健（朝鲜语：／ Ch'oe Yonggŏn；1900年6月21日—1976年9月19日），又名崔石泉、崔秋海、金志剛等，朝鲜平安北道龙川郡人，朝鲜民主主义人民共和国国家元首、元帅 ，原东北抗日联军将领。
崔庸健出生于1900年，中学时代参加三一运动被捕入狱，后流亡中国。1925年云南陆军讲武堂第十七期毕业后，他进入广州黄埔军校执教，参加过北伐战争和广州起义，后被中国共产党派往满洲开展革命活动，是中共在三江地区的第一位党员，创建了中共在三江地区的首个党支部、首个县委。他是饶河民众反日游击大队（东北抗日联军第七军）的创始人，历任饶河游击队、东北抗日联军第四军第二师、东北抗日联军第七军参谋长，东北抗日联军第二路军总参谋长等职。
抗日战争结束后，他回到朝鲜，历任朝鲜人民军首任总司令，朝鲜民主主义人民共和国民族保卫相（国防部长）、最高人民会议常任委员会委员长、国家副主席、朝鲜劳动党中央委员会副委员长等职务，是朝鲜金日成时代的第二号人物。

## 早年生涯

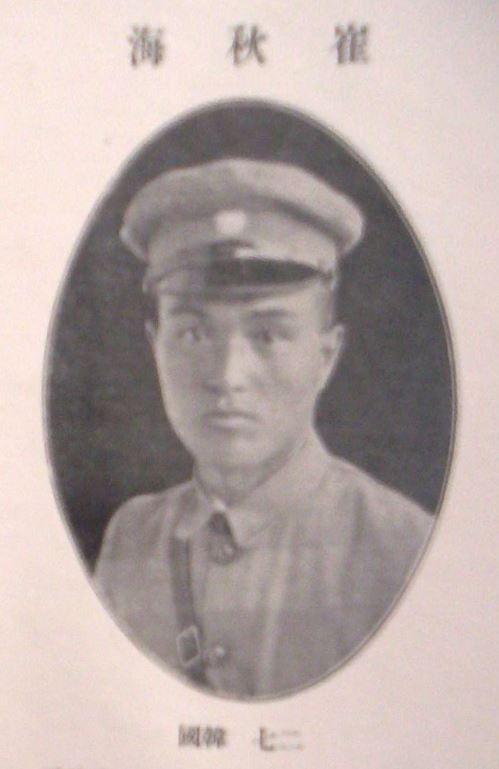
云南陆军讲武堂毕业的崔秋海

1900年6月21日，崔庸健出生于朝鲜平安北道龙川郡的一个农民家庭。1919年，崔庸健在五山学校读中学期间参加了朝鲜半岛三一运动，后被日本警察逮捕入狱。1922年9月，他出狱后去往中国上海:453-454。此后不久，他考入云南陆军讲武堂第十七期学习军事:224。
1925年4月，崔庸健从云南陆军讲武堂毕业后，进入广州黄埔军校执教，是黄埔第五期第六区队长。1926年，他与黄埔军校师生一起参加了北伐战争，期间加入中国共产党。1927年12月，他参加了广州起义，任黄埔军校特务营第二连连长，后又参加了保卫海陆丰革命根据地的战斗:455:399。
1928年，崔庸健被派往满洲通河县开展革命活动。他与金东源等人建立起中共通河党支部，后又组织领导了当地朝鲜族农民的暴动。此后，他前往汤原县创办了三江地区第一所朝鲜族学校“松东模范学校”，并通过夜校传播马列主义思想。1929年，他在福兴屯创建了三江地区首个中共党支部，后又在鹤立镇创办了中共汤原县委。这是中国共产党在三江地区的首个县委，也是满洲最早的中共县委之一。此外，他还先后举办了两期军政培训班，先后培养出裴治云、李仁根、金正国、马德山、徐光海、吴玉光等干部。

## 饶河游击队时期

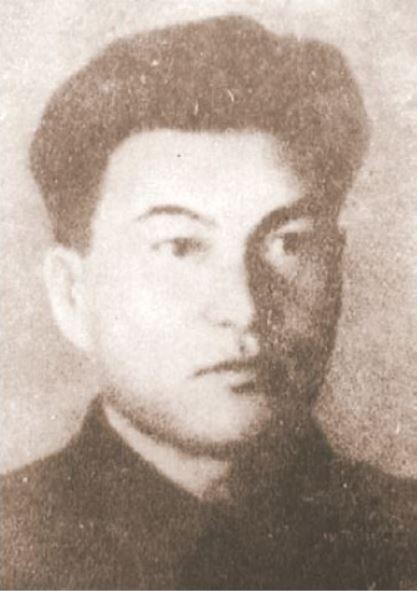
早年的崔庸健

1929年末，中共党员崔庸健带领黄继兴等人来到饶河县三义屯开展革命活动，于1930年3月成立了中共饶河县委（1931年升格为中共饶河中心县委）。1932年夏，他在宝清县小城子举办军政培训班。同年秋，日军进犯勃利和宝清地区，培训班被迫中途解散。他与饶河中心县委从宝清转移至饶河。同年10月，他与金文享、金东天、崔龙锡、许成在、朴英根利用仅有的一只手枪组建了一支6人武装特务队，并亲任队长。武装特务队很快就发展到40余人40多支枪，并于1933年4月改编为饶河农工义勇军。崔庸健任队长，金文享任政治部主任。:12-15:57
1933年6月下旬，饶河农工义勇军为解决装备与军需供给方面的困难，加入高玉山的“东北国民救国军”联合抗日，被编为救国军第一旅特务营。金文亨任营长，崔庸健任参谋长。1934年初，救国军在攻打虎林县城时溃散，崔庸健率队脱离救国军，将队伍名称改为“饶河民众反日游击大队”。李学福任大队长，崔庸健任参谋长。此后，游击队以暴马顶子为中心联合各方抗日武装，多次击退日军讨伐与围剿，不断发展壮大。:15-41:58

## 抗联第四军时期
1935年9月18日，饶河民众反日游击大队根据中共饶河中心县委会议决定改编为东北人民革命军第四军第四团，下辖4个连以及保安连和团部。李学福任团长，崔庸健任参谋长。同年9月26日，崔庸健与李学福根据情报准备拦截从乌苏里江去往哈尔滨的日军船只，但计划被泄露。第四团在新兴洞腹背受敌的情况下突围成功，并击毙包括司令高木在内的日军12人满洲国军4人，伤日军17人满洲国军6人。新兴洞战斗后，四团很快补充了50余名新战士，后又收编了多支山林抗日队，队伍由4个连扩编至7个连。:51-56:144-146
1936年3月25日，四团根据中共饶河中心县委的决定在关门咀子被改编成东北抗日联军第四军第二师，下辖4个团共500多人。崔庸健继续任参谋长。为应对日军在虎饶地区开始实行的集团部落政策和大规模武装讨伐，崔庸健与师长邓鲁岩（后叛变），副师长李学福兵分三路开展游击战。崔庸健率部挺进群众基础较差的同江地区。通过开展统战工作，在短短的两个月内，他便募集到4万多抗战经费，收编60多人。同年冬，二师主力陆续返回暴马顶子和大叶子沟根据地。:57-63:201-202

## 抗联第七军时期
1936年9月12日，中共下江特委（原汤原中心县委）组织部长刘总成与苏联留学归来的陈荣久根据上级指示来暴马顶子组织召开军政会议，调师长邓鲁岩任下江特委宣传部长，并讨论将二师改建为东北抗日联军第七军。同年11月15日，二师正式改建为抗联第七军。陈荣久任军长，崔庸健任参谋长。全军下辖3个师，共700多人。陈荣久（兼）、李学福、景乐亭分任师长。:68-69:202
1937年3月6日，军部秘书罗英（原东北人民抗日同盟军四军政治部主任，1936年2月被捕后叛变，后混入七军任陈荣久秘书）安排陈荣久在饶河大顶山北部天津班接见统战队首领，并暗中让饶河日本参事官大穗久雄发兵突袭，导致陈荣久等20余人牺牲。陈荣久牺牲后，罗英试图夺军权。崔庸健将其交至中共吉东省委审查处理。此后，七军召开党代表会议，决定由崔庸健任党委书记并代理军长。会议还对部队进行了整编。原一师和二师被合并为一师，原五团被扩编为二师，三师保持不变。:69-73:202-203
七军党代会后，崔庸健根据会议精神在小南河与反日团体和山林队领导人召开联席会议，收编了多支山林队，使七军扩充到850多人。为应对日军的讨伐，七军决定兵分两路。李学福和景乐亭率一、三师前往同江、富锦开展游击。崔庸健率余部在饶河、虎林地区活动，期间在大顶子山后佛寿宫成功策划敌军哗变，收编100多人。1937年12月中旬，七军和五军联合突袭七星河，歼灭敌军1个连，缴获大量武器和物资。此后，崔庸健率部回到饶河县。1937年末，七军队伍已经扩充到超1500人。:74-78:136

## 抗联第二路军时期
1936年10月下旬，下江（乌苏里江）特委书记朴文彬去往海参崴，直至1937年11月都无音讯。期间，特委组织部长刘总成闹分裂欲另外成立部队。七军收编队伍也存在严重山头主义。为解决七军的内部问题，吉东省委代表周保中应特委委员徐凤山的邀请于1937年12月20日来到饶河组织召开下江特委扩大会议。会议决定撤销下江特委全部执行委员，并改七军党委为直接受吉东省委领导。会议还改选了七军党委执行委，崔庸健任书记。此外会议还决定将七军编入抗联第二路军。李学福任七军军长，崔庸健任参谋长。由于李学福重病在身，崔庸健继续兼职代理军长。:78-79:212-213
1938年8月，崔庸健率部在饶河县小南河佛寿宫缴获60多支步枪，2挺轻机枪和1万多发子弹。他用这些武器成立了由40余人组成的军部少年连。同年9月26日夜，他根据所获得的情报率警卫连40多名战士在西凤嘴子伏击乘船巡视集团部落的满洲国军政部要员日野武雄少将，全歼日野武雄一行43人，缴获机枪、长短枪、望远镜等物资。:82-85:225
由于日军的大规模围剿与封锁，以及一些被收编山林队的投敌，1939年2月七军总人数从1500人降至只有700人左右。由于叛徒的出卖，同年秋七军临时密营的粮食几乎全被破坏。同年12月，日军再次发动大规模的讨伐，崔庸健在极其艰苦的情况下率部坚持战斗。1940年4月初，第二路军总指挥周保中和副总指挥赵尚志主持召开七军党代会，决定将七军缩编为第二路军第二支队。崔庸健被调任东北抗日联军第二路军总参谋长兼吉东省委代表。同年10月末，崔庸健和周保中率部摆脱日军尾追，乘船渡过乌苏里江进入苏联境内。:102-124:137

## 国际教导旅时期
1941年4月，苏联与日本签《苏日中立条约》后开始阻止抗联部队返回中国东北。原本打算第二年春回东北继续开展游击战的抗联部队不得不留在苏联长期野营训练。1942年8月1日，东北抗日联军统一改编为“东北抗联教导旅”，被苏军授予“苏联远东红旗军第八十八特别独立步兵旅”的番号（也称“国际教导旅”）。教导旅由中、苏、朝3国人员混编。周保中任旅长，李兆麟任政治副旅长，石林斯基任副旅长，沙马尔钦科任参谋长，崔庸健任副参谋长。教导旅旅下设4个营和2个直属教导连（无线电连、迫击炮连）。同年9月13日，教导旅召开全体党员大会决定将原中共东满、南满、吉东、北满省委合并成为中共东北地区委员会（也称教导旅中共东北党组织特别支部局）。崔庸健当选书记，委员有周保中，李兆麟、金日成、金策、彭施鲁、王明贵等人。:312-324
1945年8月8日，苏联宣布对日开战，并于次日发起全面进攻。同年8月15日，日本无条件投降。同年9月初，苏联红军开始分批进驻中国接收东北。9月8日，崔庸健与周保中、冯仲云一起到达长春。10月20日，他在沈阳将东北地区委员会的组织关系、党费、档案移交给了成立不久的中共中央东北局书记彭真。此后不久，他从安东（现丹东市）返回朝鲜。:312-324

## 返回朝鲜后

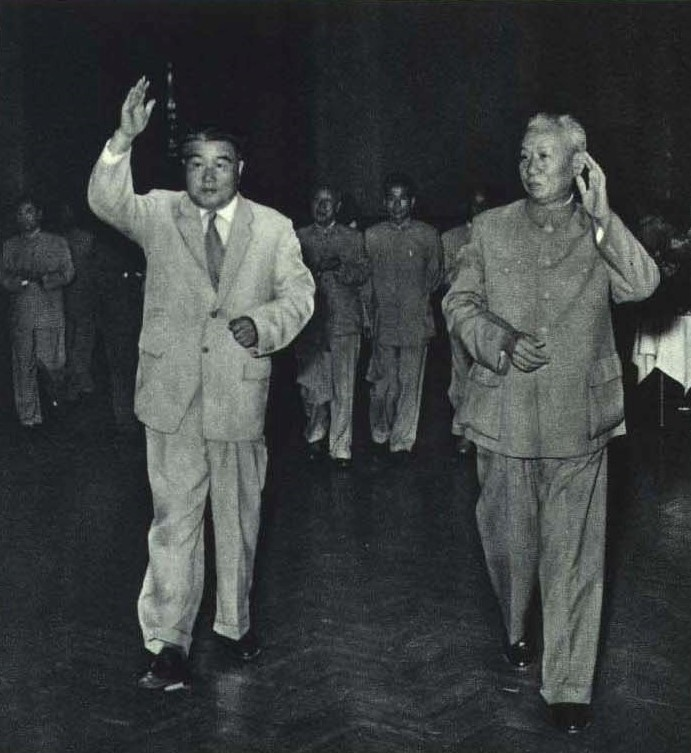
1963年崔庸健与刘少奇

崔庸健返回朝鲜后初任朝鲜临时人民委员会保安局长。1948年2月8日朝鲜人民军成立后，他被任命为首任总司令（大将军衔）。同年9月9日，朝鲜民主主义人民共和国成立后，他成为民族保卫相（国防部长）。朝鲜战争期间，他任朝鲜人民军总司令部（金日成）副总司令，作战期间左臂受伤。1953年2月，他被朝鲜最高人民会议常任委员授予朝鲜民主主义人民共和国次帅称号。
1957年起，崔庸健开始任朝鲜民主主义人民共和国最高人民会议常任委员会委员长，军衔升至元帅，后于1972年成为朝鲜民主主义人民共和国副主席。在朝鲜劳动党内部，他自1956年起先后担任朝鲜劳动党中央委员会副委员长、政治委员会常务委员、政治委员会委员等，是朝鲜金日成时代的第二号人物。1976年9月19日，崔庸健在平壤病逝，享年76岁。

## 家庭
崔庸健的妻子王玉环（汉族）是东北抗日联军第五路军妇女团第一大队队长，抗战结束后随崔庸健去往朝鲜。:302